# Słaba homotopijna równoważność
Słaba homotopijna równoważność – odwzorowanie ciągłe między przestrzeniami topologicznymi indukujące izomorfizm grup homotopii.

## Formalna definicja
Niech {\displaystyle X,Y} będą przestrzeniami topologicznymi. Odwzorowanie ciągłe {\displaystyle f:X\to Y} nazywa się słabą homotopijną równoważnością, jeżeli {\displaystyle f} indukuje bijekcję między składowymi łukowymi przestrzeni {\displaystyle X} i przestrzeni {\displaystyle Y} oraz dla wszystkich {\displaystyle x_{0}\in X,} {\displaystyle n\geqslant 1} homomorfizm indukowany {\displaystyle f_{*}:\pi _{n}(X,x_{0})\to \pi _{n}(Y,f(x_{0}))} jest izomorfizmem, gdzie {\displaystyle \pi _{n}(X,x_{0})} oznacza {\displaystyle n}-tą grupę homotopii zaczepioną w punkcie {\displaystyle x_{0}}.

## Własności
- Każda homotopijna równoważność jest słabą homotopijną równoważnością.
- Złożenie słabych homotopijnych równoważności jest słabą homotopijną równoważnością.
- Słaba homotopijna równoważność między CW-kompleksami jest homotopijną równoważnością. Jest to treść twierdzenia Whiteheada.
- Przekształcenie homotopijne ze słabą homotopijną równoważnością jest słabą homotopiją równoważnością[1].
- Z istnienia słabej homotopopijnej równoważności {\displaystyle X\to Y} nie wynika istnienie słabej homotopijnej równoważności {\displaystyle Y\to X}[2].

## Przykłady
- Jeżeli przestrzenie {\displaystyle X} oraz {\displaystyle Y} są ściągalne, to każde odwzorowanie {\displaystyle X\to Y} jest słabą homotopijną równoważnością.
- Niech {\displaystyle X=\{a,b,c,d\}} oraz {\displaystyle \tau =\{\emptyset ,\{a\},\{c\},\{a,b,c\},\{a,d,c\},X\}.} Para {\displaystyle (X,\tau )} jest skończoną przestrzenią topologiczną mającą dwa zbiory jednopunktowe otwarte i dwa domknięte. Jeżeli na sferze {\displaystyle \mathbb {S} ^{1}} wybierzemy dwa różne punkty {\displaystyle x,y} to {\displaystyle \mathbb {S} ^{1}\setminus \{x,y\}} jest sumą dwu rozłącznych zbiorów otwartych {\displaystyle U_{1},U_{2}.} Każde przekształcenie {\displaystyle f:\mathbb {S} ^{1}\to X} takie, że {\displaystyle f(x)=b,f(y)=d,f(U_{1})=\{a\},f(U_{2})=\{c\}} jest słabą homotopijną równoważnością[2]. Warto zauważyć, że dowolne odwzorowanie ciągłe {\displaystyle X\to \mathbb {S} ^{1}} musi być stałe, w szczególności nie istnieje słaba homotopijna równoważność {\displaystyle X\to \mathbb {S} ^{1}.}
- Ogólniej, dla każdego kompleksu symplicjalnego {\displaystyle K} istnieje {\displaystyle T_{0}}-przestrzeń Aleksandrowa {\displaystyle X} (skończona, gdy {\displaystyle K} jest skończony) oraz słaba homotopijna równoważność {\displaystyle |K|\to X}[2].